# Changer (groupe)
Pour les articles homonymes, voir Changer.
Changer est un groupe islandais de metalcore, originaire d'Akureyri. Le groupe, qui compte trois albums et trois EP, se sépare en 2007 de manière inattendue. Depuis 2008, il se reforme sporadiquement pour jouer des concerts et faire quelques sorties.

## Histoire

### Débuts
Changer est formé en octobre 1999 à Akureyri, en Islande, par le batteur Kristján B. Heiðarsson, en tant que projet individuel. Kristján écrit et enregistre le premier album du groupe, January 109, en janvier 2000. Les enregistrements sont effectués par son ami Aðalsteinn Már Björnssson, qui tuera peu après dans un accident de voiture. L'album sort le 29 février 2000. En mai 2000, Kristján déménage à Reykjavik et commence à rassembler un groupe complet. Un groupe complet est constitué à la fin de l'année 2000. Changer commence à donner des concerts en Islande en 2001, et se rend à Akureyri au printemps pour enregistrer un EP, Inconsistency, qui comprend deux nouvelles chansons ainsi que des reprises de deux chansons de January 109 ; il sort en juillet 2001. L'enregistrement de l'album suivant, Scenes, commence fin décembre 2002, mais il ne sort que le 13 février 2004.

### Breed the Lies
En 2005, Changer joue pour la première fois à l'international, au Nevelfest d'Anvers, en Belgique. Peu de temps après son retour à la maison, le groupe connait des changements majeurs dans sa composition. En janvier 2006, Changer annonce l'enregistrement et le titre de son nouvel EP à venir. En mars 2006, deux de leurs chansons sont publiées sur leur page Myspace.
En mai 2006, le groupe fait une tournée en Belgique, aux Pays-Bas, en Allemagne et en Autriche. Un nouvel EP, Breed the Lies, sort le 1er juin 2006. Mixé et masterisé par Tue Madsen aux Antfarm Studios, au Danemark, l'EP est classé aux numéros 16-20 sur le Icelandic Grapevine comme l'un des meilleurs albums d'Islande pour 2006. Plus tard en 2006, le groupe fait une tournée en Islande en première partie de Cannibal Corpse et Rotting Christ à Eistnaflug. Pendant cette période, ils participent également à une série en ligne sur la scène islandaise intitulée Sleepless in Reykjavik, dans laquelle leur vidéo de Recaptured Sanity est utilisée dans le premier épisode,. Entre octobre et novembre 2006, ils postent deux autres nouvelles chansons sur leur page Myspace : God Shaped Hole et Drown in Misery.
En janvier 2007, le guitariste Fannar quitte le groupe. En août 2007, Gisli se sépare du groupe et cherche un nouveau bassiste pour le remplacer. Jón Karl rejoint rapidement le groupe, mais seulement pour une courte période, puis Atli Jarl Martin rejoint le groupe en tant que bassiste permanent.

### Retours sporadiques
Changer prévoyait de partir à l'étranger pour enregistrer son prochain album, mais en novembre 2007, le groupe se sépare de manière inattendue. Ils prévoyaient de sortir les démos de 2006 et 2007 dans un futur proche. En 2008, le groupe se reforme autour de son fondateur Kristján. En 2010, Changer sort son troisième album intitulé Darkling. 
En 2021, le groupe se reforme pour un concert et une session de studio et sort sa première chanson depuis 12 ans au début de l'année 2021. Ils sortent ensuite un EP intitulé Pledge of the Dying en 2022.

## Membres

### Membres actuels
- Kristján B. Heiðarsson — batterie (1999-2007, depuis 2008)
- Hörður Halldórsson — guitare (2000-2005, depuis 2008)
- Hlynur Örn — chant (depuis 2022)
- Unnar Sigurðsson — guitare (2006-2007, depuis 2021)
- Magnús Halldór Pálsson — basse (depuis 2021)

### Anciens membres
- Valdimar Olsen — guitare (2000)
- Snorri Óttarsson — basse (2000-2001)
- Jóhann Ingi Sigurðsson — guitare (2000-2007)
- Engilbert Hauksson — guitare basse (2001-2005)
- Magnús Atli Magnússon — voix (2001-2005)
- Fannar Þórsson — guitare (2005-2007)
- Gísli Sigmundsson — guitare basse, chant (2005-2007)
- Egill Geirsson — chant (2005-2007)
- Atli Jarl Martin — chant, guitare basse (2008-2009)
- Haraldur Anton Skúlason — chant (2009-2011)
- Rob-D — guitare (2008-2011)
- Arnar M. Ellertsson — basse (2009-2011)

## Discographie

### Albums studio
- 2000 : January 109
- 2004 : Scenes
- 2010 : Darkling

### EP
- 2001 : Inconsistency
- 2006 : Breed the Lies
- 2022 : Pledge of the Dying

### Singles
- 2021 : Three to One (2021)